# Kreuztrachten der Pfarrei Prien

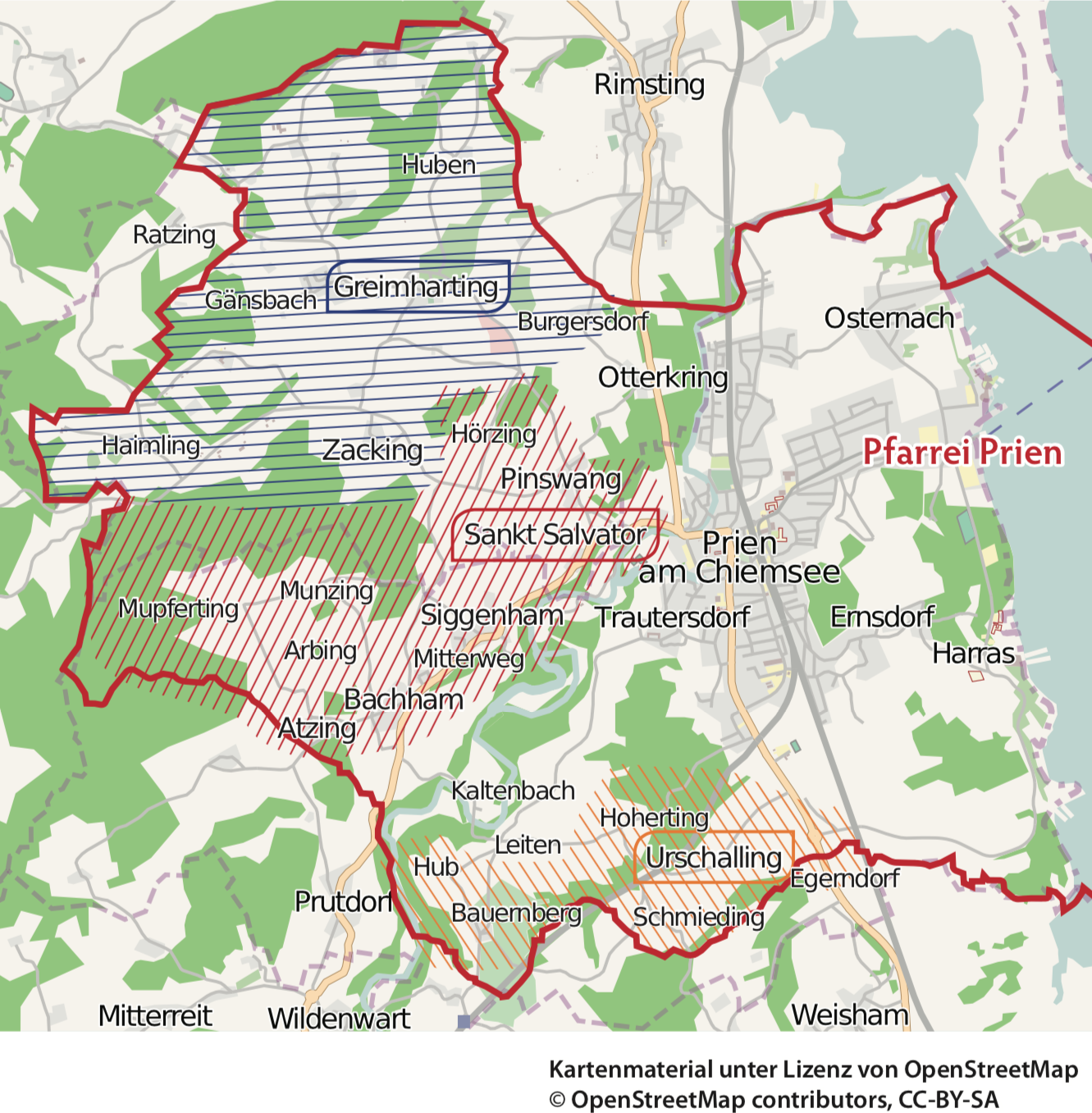
Kreuztrachten der Pfarrei Prien

Im Priener Pfarrgebiet liegen die heute zur Pfarrei gehörigen Filialkirchen Greimharting, St. Salvator und Urschalling. Zu diesen haben sich traditionelle Einzugsgebiete erhalten die nicht den Gemeindegrenzen folgen, sondern sich vielmehr aus der Tradition und der vermeintlich besseren Fußwegsituation beim Kirchgang heraus ergeben haben. 
Diese Einzugsgebiete werden „Kreuztracht“ genannt, ohne dass eine entsprechende Prozessionstradition belegt ist. 
So gehören der Nord-Westen des Pfarreigebiets zur Kreuztracht Greimharting, im Westen liegt die Kreuztracht St. Salvator und im Süden die Kreuztracht Urschalling. Der Rest des Pfarreigebiets gehört zur Pfarrkirche selbst.